# 胡正寰
胡正寰（1934年7月18日—），出生于黑龙江哈尔滨，祖籍湖北孝感，零件轧制成形专家。1956年毕业于北京钢铁学院，担任北京科技大学教授、博士生导师、“国家高效零件轧制研究与推广中心”主任。1997年当选中国工程院院士。

## 头衔
- 冶金机械教研室主任
- 机械工作系副主任、研究所所长
- 中国钢结构协会常务理事
- 中国锻压学会常务理事、特种轧制专业委员会主任
- 北京科技大学科协副主席
- 北京市政府专业顾问
- 国家高效零件轧制研究与推广中心主任
- 中国机械工程学会塑性工程（锻压）分会理事长
- 政协北京市第五、六、七、八届委员

## 荣誉
- 冶金部先进科技工作者
- 冶金部先进教育工作者
- 北京市先进科技工作者
- 国家级有突出贡献科技专家
- 全国“五一”劳动奖章获得者